# Mir (betalingssysteem)
Mir (Russisch: "Мир" letterlijk "wereld" of "vrede") is een  Russisch betalingssysteem. Het systeem wordt uitgebaat door de Russische naamloze vennootschap NSPK, een volledige dochter van de Centrale Bank van de Russische Federatie. Met betaalkaarten van banken die op het systeem zijn aangesloten, kunnen hun klanten onder meer deelnemen aan giraal betalingsverkeer en gebruik maken van geldautomaten. Het systeem vormt daarmee een tegenhanger van Westerse betaalsystemen zoals Visa en Mastercard.

## Oorsprong
Er werden al in de jaren 1990, na het uiteenvallen van de Sovjet-Unie, pogingen gedaan om een nationaal betalingssysteem in Rusland in te voeren. De belangrijkste reden dat deze eerste pogingen mislukten was de weigering van de centrale bank om het systeem te financieren.
Het duurde nog tot 2014 voordat de Russische staat besloot een eigen betalingssysteem in te voeren als alternatief voor bestaande buitenlandse systemen, als reactie op Amerikaanse sancties na de annexatie van de krim in 2014. De Russische president Poetin de ondertekende op 5 mei 2014 de wet waarmee een nationaal betalingssysteem ingevoerd werd. De eerste kredietkaarten van het Mir-systeem werden in 2015 uitgegeven.

## Verloop
Buiten Rusland werd de Mir in een beperkt aantal landen als betalingsstysteem geaccepteerd, waaronder Wit-Rusland en Kazachstan. Sinds december 2017 kunnen klanten van het systeem contactloos betalen met Samsung Pay.
In februari 2020 waren er zo'n 73 miljoen kaarten uitgegeven. Vanaf juli 2021 worden de pensioenen en sociale uitkeringen van het Pensioenfonds van de Russische Federatie alleen uitbetaald via het Mir-systeem. Ongeveer de helft van de Russische bevolking heeft een Mir kaart. Het betalingssysteem is verder populair bij Russische toeristen in het buitenland.
Als een direct gevolg van de Russische invasie in Oekraïne hebben diverse westerse landen Mir onderdeel gemaakt van het sanctiepakket. Deze sancties werden bijna direct aangekondigd en in maart maakten Apple en Google al bekend betalingen via Mir niet meer de faciliteren. Op 20 september 2022 maakten Armenië, Kazachstan en Vietnam bekend betalingen via Mir niet langer te accepteren. Op 28 september volgde Oezbekistan. Omstreeks dezelfde tijd zijn de Turkse banken ook gestopt met het ondersteunen van Mir. Twee private Turkse banken hadden al eerder aangegeven met Mir te stoppen en daar kwamen nu ook drie staatsbanken bij.